# Laurentius Scupoli
Laurentius (Lorenzo) Scupoli CRth (* um 1530 in Otranto, Italien; † 28. November 1610 in Neapel) war ein italienischer katholischer Priester, Mitglied des Ordens der Theatiner und aszetischer Schriftsteller.

## Leben
Francisco Scupoli trat 1569 im Alter von 40 Jahren in den noch jungen Orden der Theatiner ein, nahm den Ordensnamen Laurentius an und empfing 1577 in Piacenza die Priesterweihe. Er war ein Schüler von Andreas Avellino und von P. Girolamo Ferro und wirkte als einflussreicher Beichtvater. Aufgrund von Verleumdungen wurde er im Jahr 1585 vom Generalkapitel seines Ordens zurück in den Laienstand versetzt und zu einer Gefängnisstrafe verurteilt. Danach, in Einsamkeit lebend, schrieb er sein Werk „Der geistliche Kampf“ (lat.: Certamen spirituale, Titel der italienischen Erstausgabe von 1589, die noch anonym erschien: Il combattimento spirituale). Die Schrift wurde von Franz von Sales gelesen, geschätzt und angewendet. Sie wurde in mehrere Sprachen übersetzt und bis in die Gegenwart immer wieder aufgelegt wird. Zum Zeitpunkt des Todes von Scupoli existierten 60 Auflagen dieses Werkes.

## Schriften (Auswahl)
- Il combattimento spirituale, Venedig 1589 (online hier verfügbar: deutsch, englisch).
  - Der geistliche Kampf, von Lorenzo Scupoli. Abtei Marienstatt, 1934 (Volltext), (E-Book)
  - Der geistliche Kampf. Rex-Regum, Jaidhof 2002, ISBN 3-901851-23-2 (Originaltitel: Il combattimento spirituale.).
  - Der geistliche Kampf. Hrsg. und eingeleitet von Norbert Esser. Sankt Meinrad Verlag, Sinzig 2004.